# グラビアモデル
グラビアモデルは、アイドル、および、モデルの分類の1つ。和製英語。　
広義では雑誌（現状では現実空間および電脳空間の双方で展開）などのグラビアページ等で活躍し、自身の姿を活用し伝える仕事。一般にグラビアアイドルと呼ばれる職業を含む。
本頁では狭義である男性向けのグラビアアイドルと女性向けのファッションモデル、両方をこなす人物を主に記述する。
モデルそのものに興味がある、モデルの姿自体を見たいと思う人のために、グラビア媒体で掲載される映像や写真を通して、姿を提供する仕事を担うこともある。このため、雑誌等のグラビアページに掲載される場合は、販売部数を伸ばすためであることもある。
いわゆる広告モデル業をグラビアモデルと呼ぶことは稀であるが、グラビア男性モデルの例として、男性グラビア誌モデル、男性ファッション誌モデル、女性ファッション雑誌で女性モデルの相手をつとめるメンズモデル（通称メンモ）、男性かつらのモデル、男性サロンモデル・メンズヘアモデル、ゲイ雑誌モデル、等々、また女性のそれと同様、ポスターやカレンダー、チラシ、カタログ、ムックといったグラビア媒体のモデル業がある。詳細はモデルの項目を参照。

## モグラ女子
こうしたモデルのうち、女性モデルは、男性向けのそれで「グラビアアイドル」、女性向けのそれで雑誌モデル、ファッション誌掲載で「ファッションモデル」と呼ばれていた。そして、各々の読者の嗜好が異なるため両立し難いと考えられてきた。しかし、双方で読者に訴求力がある女性たちの出現により、両語を併せたこの呼称が造語された。後述の杉本の証言によれば、モデル本人の意向よりも女性、男性の人気を獲得できるという事務所の意向が強いとされ、女性誌でも水着特集があることから、ビキニなど水着への抵抗感も薄かったという。泉里香はテレビ制作の現場は男性が多いため、男性向け雑誌で表紙を担当するとバラエティ番組やドラマなどへのオファーが、女性誌で表紙になった際の比でなく多くなったと回答している。また、アイドル研究家の北川昌弘は傾向として男性誌面でも女性客が売り上げを底上げしており、女子受けを狙う一手として、女性ファンを抱えるモデルの起用が増えたと推測している。
2015年（平成27年）頃からは、「グラビアモデル」を倒置した上で女性であることを加えた「モグラ女子」との呼称が出現。
2015年に写真週刊誌『FLASH』8月18日・25日号が特集「「モグラ女子」の時代が来た」を掲載した。このとき「モグラ女子」は、ファッション雑誌「モデル」と「グラビア」アイドルをかけた造語で、この特集記事からその存在が広く知られる。
もともと佐々木希（non-no）や菊川怜（Ray)、藤原紀香（JJ,CanCam）、木下優樹菜（ViVi）らがキャンペーンガールやテレビタレント業をやりつつ、男性誌のグラビアモデルやビデオ製作をこなし、その後に赤文字系雑誌モデルを勤めていたが、ファッション雑誌『ViVi』専属モデルなどで活動していたマギーは、2013年に写真集『マギー マギー マギー』を発売してグラビア活動を本格化し、数々の有名男性誌で男性からの人気を博し、後述する「モグラ女子」の先駆けと見なされている。また、『週刊プレイボーイ』では『ピチレモン』『JJ』を経て、2006年に『週刊ヤングサンデー』に初掲載された杉本有美をモグラブームの先駆者としている。
馬場ふみかは2015年に『週刊プレイボーイ』と『週刊ヤングジャンプ』でグラビアデビューしたのちに、ファッション雑誌『non-no』の専属モデルに抜擢され、2016年7月に『週刊プレイボーイ』に表紙巻頭グラビアで再掲載される際に「モグラ女子」と形容された。馬場はモグラ女子の代表的存在として認知されているが本人は、「モグラ女子」の語感は動物のモグラしか想像できず「グラモ」と呼ばれる方が良い、と発言している。
ファッション雑誌『CanCam』専属モデルの久松郁実は、2015年末に写真集『La iku』を発売し、2015年から2016年にかけて発売したイメージDVD3枚はいずれも好評で、2015年下半期に最もグラビア表紙を飾った人物になった。
女性アイドルグループ・アイドリング!!!の元メンバーで『JJ』の専属モデル大川藍は、2015年にグループ卒業以後、ファッションモデルと並行してグラビア活動を増やした。「触りたくなるカラダNo.1」のキャッチコピーで活動し、2016年に6年ぶりとなるグラビア写真集を発売した。
2016年、モグラ女子がグラビア界で台頭を始めた。2010年のデビュー以来グラビア活動を続けつつ「MORE」専属モデルとして知られる内田理央は、グラビアは「攻め」続けて「おしりヌード」や「ふんどしヌード」など話題を集めた。ショートカット美女としてブレイク後に『non-no』専属モデルに抜擢された武田玲奈は、ファッションアイコンとして女性から支持されて男性からも人気を博し、『JELLY』読者モデルでCanCamモデルの石川恋も、数々の青年誌の表紙を飾る。『Ray』専属モデルの加藤ナナは、『週刊ヤングジャンプ』39号（8月25日）のグラビア界の新星を発掘する巻末グラビア企画で人生初のグラビアに挑戦し、「天使」「人形のよう」と話題になった。『Ray』の専属モデルなどで知られる泉里香は、11月に『週刊ヤングジャンプ』の表紙と巻頭でグラビアデビューし、編集部から「2016年最大の収穫」と賛辞を送られた。2016年に『JELLY』専属モデルとなった武田あやなは、『週刊ヤングジャンプ』46号の表紙・巻頭・巻末グラビアに登場する。14代目三愛水着イメージガールで『Ray』専属モデルの朝比奈彩は、「奇跡の9頭身」と称されるスタイルで人気を集めて、2016年10月に1st写真集「彩だらけ」を発売する。逢沢りなは、戦隊物のヒロインとしてデビューして女優として活動しつつ、痩身だが豊かなバストの「ガリ巨乳」を生かしてグラビアアイドルとして活動した。逢沢はグラビア活動後に『LARME』や『MORE』の専属モデルに採用されて以降はグラビア活動を封印したが、モグラ女子ブームに乗って2017年1月に週刊プレイボーイで4年ぶりにグラビア活動を再開して、グラビアモデル、モグラ女子と称されるようになった。『Ray』の松元絵里花・『JELLY』の松本愛・『LARME』の大澤玲美らも活躍した。
2017年1月に『週刊ヤングジャンプ』1月29日号の表紙・巻頭・巻末グラビアで「日本最強 Top of ハイスペック」として、遠山茜子、松元絵里花、日向カリーナ、杉本美穂、加藤雛、斎藤みらい、レイニー、平尾優美花、山崎あみ、阿部菜渚美ら女性ファッション雑誌で専属モデルを務めるモデル10名が起用された。本特集は、モデルの容姿や華やかさが称賛されたが、男性向け青年グラビア誌に求められるイメージにそぐわないと、賛否両論の評価を受けた。
2018年は、前述の馬場ふみか・武田玲奈をはじめnon-noの専属モデルがモグラ女子として躍進し、3月20日発売の『増刊FLASHダイヤモンド』は、鈴木友菜・松川菜々花・江野沢愛美・岡田紗佳ら同誌のモデル4名のグラビアを特集して「なぜnon-noモグラ女子は人気があるか」を検証する記事が掲載した。
ほかにも岡本夏美（non-no）、新川優愛（non-no）、杉本有美（JJ）、新木優子（non-no）、池上紗理依（LARME）、池田ショコラ（LARME）、岩﨑名美（JJ）、筧美和子（JJ）、金城茉奈（non-no）、久慈暁子（non-no）、源崎トモエ（JJ）、小林さくら（CanCam）、斎藤夏美（JJ）、佐藤美希（non-no）、佐藤麗奈（LARME）、竹富聖花（non-no）、ダレノガレ明美（JJ）、トリンドル玲奈（JJ、ViVi）、永尾まりや（LARME）、菜々緒（non-no）、西田有沙（non-no）、鹿沼憂妃（Ray)、ほのか (モデル)（CanCam）、小泉梓（Ray)、山岸舞彩（JJ）、高田里穂（non-no）といった面々が、ファッションモデルをこなしつつグラビアタレントとして展開した。
イエローキャブに代表されるグラビア専門アイドルは1990年代から活躍したのち2000年代にはバラエティ番組へ進出したが、美少女評論家の高倉文紀は、女性タレントが売れるために「女優」「バラエティ」「アイドル」「グラビア」「モデル」の5要素のうち3つ以上をこなす必要があると分析している。モグラ女子の源流は、5つの要素を全てこなして2010年代にブレイクしたAKB48であると指摘した。
グラビアアイドルの倉持由香は、ガールズポータルサイト「LoGiRL」でのインタビューで、モグラ女子を「黒船感がある」と評し、平均的日本人女性体型が大半を占めるグラビアアイドルに比べて、「細くてスタイル良くて美人でおっぱいが大きいって、こういう日本人女性離れした美しい容姿と体型がくると、もう勝てない」と心境を吐露し、別のインタビューで「モデル出身のグラドルには同じ土俵で勝負しても、雑誌の表紙争いで勝てないと思ってます」と率直な意見を述べている。

## その他の呼称
モグラ女子の呼称が定着する以前は様々な呼称が生まれた。「グラビアモデル」が定着する間もなく、省略された「グラデル」の使用も始まり、安藤沙耶香らに用いられた。
他方、杉本有美は、この語とは異なる表現の「デュアルアイドル」の呼称が用いられた。
グラビアアイドルやファッションモデルに加えて俳優としても活動する白鳥百合子や前述の佐々木希などは、「グラデル女優」とも称された。